# Patrik Nechvátal
Patrik Nechvátal (* 8. Juli 1992) ist ein tschechischer Eishockeytorwart, der seit November 2018 beim HK Poprad in der slowakischen Extraliga unter Vertrag steht.

## Karriere
Patrik Nechvátal begann seine Karriere in diversen Jugendteams in Brünn, wo ein Scout von HC Energie Karlovy Vary ihn entdeckte und in die Nachwuchsmannschaften des Clubs holte. In den folgenden Jahren spielte er in den tschechischen U18- und U20-Ligen und wechselte 2009 zum HC Litvínov, bei dessen Kampfmannschaft er in der Saison 2011/12 auch in der Extraliga debütierte. Nechvátal half in der Folgezeit auch immer wieder bei zweit- und drittklassigen Mannschaften aus. Beim HC Litvínov blieb er Ersatzmann von Pavel Francouz, weshalb er zur Saison 2014/15 zu Orli Znojmo in die Erste Bank Eishockey Liga wechselte. Dort bildete er zunächst mit Chris Holt ein Torhüter-Duo, ehe er in den Playoffs die Position der „Nummer Eins“ übernahm.
Im Mai 2017 wurde Patrik Nechvátal vom HC Innsbruck unter Vertrag genommen und konnte dort überzeugen. Anschließend kehrte er zu Orli Znojmo zurück, erhielt jedoch nur drei Einsätze in der EBEL und verließ den Klub im November 2018 in Richtung HK Poprad aus der slowakischen Extraliga.

## Karrierestatistik
(Legende zur Torhüterstatistik: GP oder Sp = Spiele insgesamt; W oder S = Siege; L oder N = Niederlagen; T oder U oder OT = Unentschieden oder Overtime- bzw. Shootout-Niederlage; Min. = Minuten; SOG oder SaT = Schüsse aufs Tor; GA oder GT = Gegentore; SO = Shutouts; GAA oder GTS = Gegentorschnitt; Sv% oder SVS% = Fangquote; EN = Empty Net Goal; 1 Play-downs/Relegation; Kursiv: Statistik nicht vollständig)